# Moirans-en-Montagne
Pour les articles homonymes, voir Moirans.
Moirans-en-Montagne est une commune française située dans le département du Jura, la région culturelle et historique de Franche-Comté et la région administrative Bourgogne-Franche-Comté.
Elle est située entre le Second plateau du massif du Jura et le Jura des Grands Vaux, premier palier de la Haute Chaîne du Jura, et fait partie du parc naturel régional du Haut-Jura. Le territoire communal est bordé à l'ouest par le lac de Vouglans, formé par un barrage sur la rivière de l'Ain. Distante de 30 kilomètres de Lons-le-Saunier et d'une quarantaine de kilomètres de Genève, Moirans-en-Montagne comptait 2 121 habitants en 2022 appelés Moirantins et Moirantines.
La ville est considérée comme la capitale du jouet en bois, avec la présence notamment des entreprises Smoby et Vilac, d'un musée du jouet et d'un lycée professionnel spécialisé dans les arts du bois. Depuis 1990 s'y déroule Idéklic, festival international pour l’enfance et la jeunesse proposant spectacles et ateliers à destination du jeune public.

## Géographie

### Situation
La commune de Moirans-en-Montagne est située en Franche-Comté, dans le sud du département du Jura et à moins de 30 km de la frontière franco-suisse. Les grandes villes de plus de 100 000 habitants les plus proches sont Genève, deuxième ville la plus peuplée de Suisse, située à 41 km à vol d'oiseau vers le sud-est, Lausanne, quatrième ville de Suisse située à 70 km en direction de l'est, Annecy, préfecture du département de la Haute-Savoie, distante de 70 km également au sud-sud-est, et Besançon, préfecture du Doubs, à 93 km au nord-nord-est. Paris, la capitale, se trouve à 370 km au nord-ouest. Moirans-en-Montagne est à 30 km au sud-sud-est de Lons-le-Saunier, préfecture du département du Jura, et à 12 km au nord-ouest de Saint-Claude, sous-préfecture du Jura.

Le territoire communal est limitrophe de douze autres communes.

### Géologie et relief
La superficie de la commune est de 2 656 hectares ; son altitude varie de 423 à 981 mètres. Le point le plus bas se situe sur les rives du lac de Vouglans, à l'ouest de la commune, et son point culminant est mesuré à l'est de la commune dans la forêt de Moirans-en-Montagne et sur la limite de la commune de Ravilloles. Le centre-ville, établi à une altitude comprise entre  600 et 650 mètres, est dominé à l'ouest par le Mont Robert (743 mètres) et à l'est par la Tête d'Henri IV (813 mètres). À l’extrémité sud-est du territoire communal, la Roche d'Antre est un sommet culminant à 959 mètres. À l'ouest de la commune, des falaises abruptes surplombent de près de 200 mètres les eaux du lac de Vouglans.

### Hydrographie
Le cours d'eau principal qui arrose la commune est l'Ain, rivière longue de 190 km qui forme au niveau de Moirans-en-Montagne le lac de Vouglans, troisième plus grande retenue artificielle de France depuis la mise en service d'un barrage en 1968. La commune est bordée à l'ouest par le lac sur un peu plus de 3 km, celui-ci occupant environ 1,2 km2 de son territoire. Le deuxième cours d'eau de la commune est le Bief du Murgin, dont la longueur atteint 8,65 km et qui s'écoule uniquement sur le territoire de la commune. À proximité de la source du Bief du Murgin se trouve le petit étang de la Grange de la Penne. Au nord de la commune, le Ruisseau de Giron prend sa source, parcourt 4 km et se jette dans la Cimante au niveau de la commune limitrophe de Meussia.

### Climat
Pour des articles plus généraux, voir Climat de la Bourgogne-Franche-Comté et Climat du département du Jura.
En 2010, le climat de la commune est de type climat de montagne, selon une étude du Centre national de la recherche scientifique s'appuyant sur une série de données couvrant la période 1971-2000. En 2020, Météo-France publie une typologie des climats de la France métropolitaine dans laquelle la commune est dans une zone de transition entre le climat semi-continental et le climat de montagne et est dans la région climatique  Jura, caractérisée par une forte pluviométrie en toutes saisons (1 000 à 1 500 mm/an), des hivers rigoureux et un ensoleillement médiocre. 
Pour la période 1971-2000, la température annuelle moyenne est de 8,9 °C, avec une amplitude thermique annuelle de 16,6 °C. Le cumul annuel moyen de précipitations est de 1 689 mm, avec 13,3 jours de précipitations en janvier et 9,9 jours en juillet. Pour la période 1991-2020, la température moyenne annuelle observée sur la station météorologique de Météo-France la plus proche, « Cernon », sur la commune de Cernon à 7 km à vol d'oiseau, est de 10,4 °C et le cumul annuel moyen de précipitations est de 1 567,8 mm. 
La température maximale relevée sur cette station est de 38,6 °C, atteinte le 13 août 2003 ; la température minimale est de −24 °C, atteinte le 10 janvier 1985,,. 
Les paramètres climatiques de la commune ont été estimés pour le milieu du siècle (2041-2070) selon différents scénarios d'émission de gaz à effet de serre à partir des nouvelles projections climatiques de référence DRIAS-2020. Ils sont consultables sur un site dédié publié par Météo-France en novembre 2022.

## Urbanisme

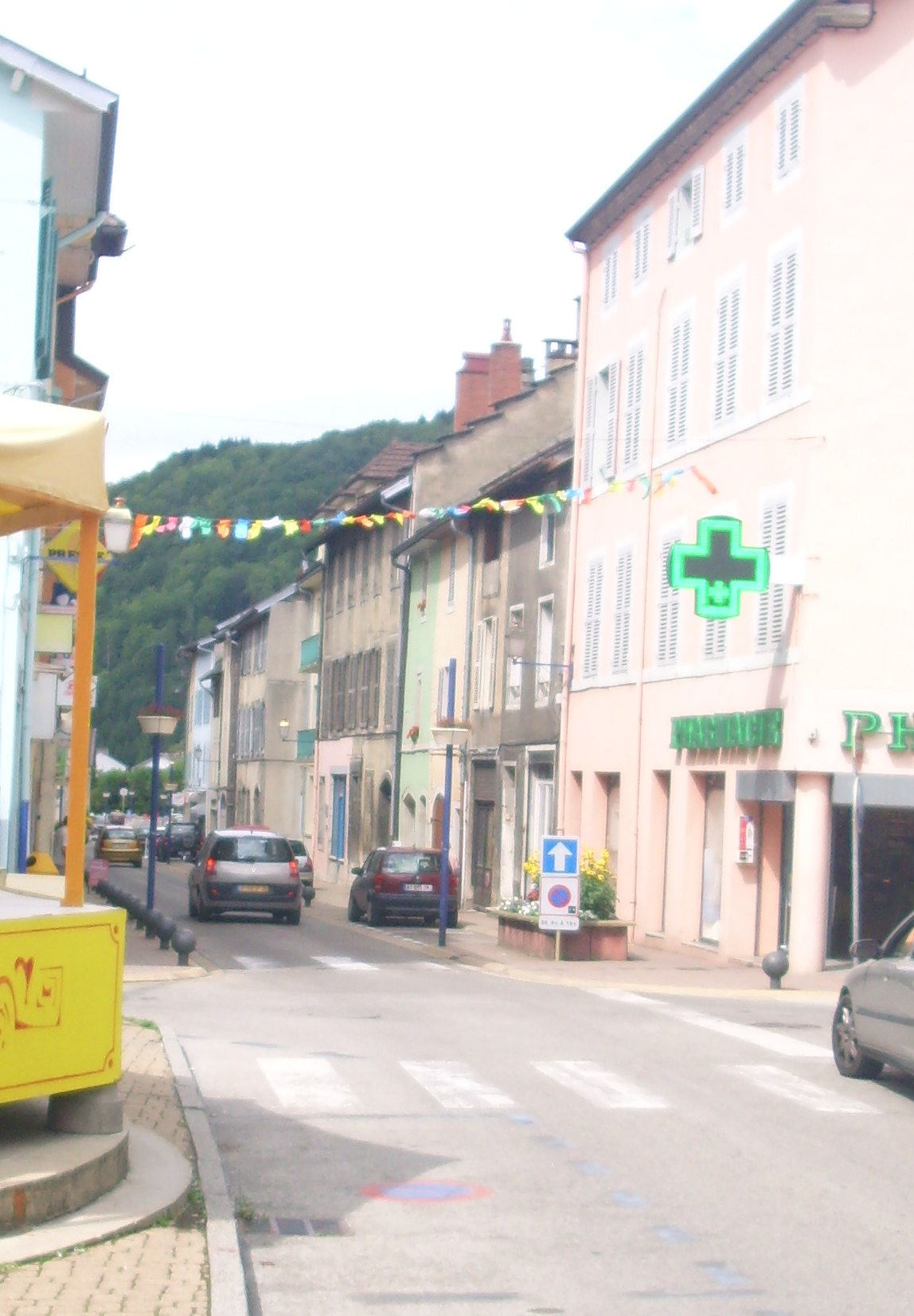
Rue de Moirans.
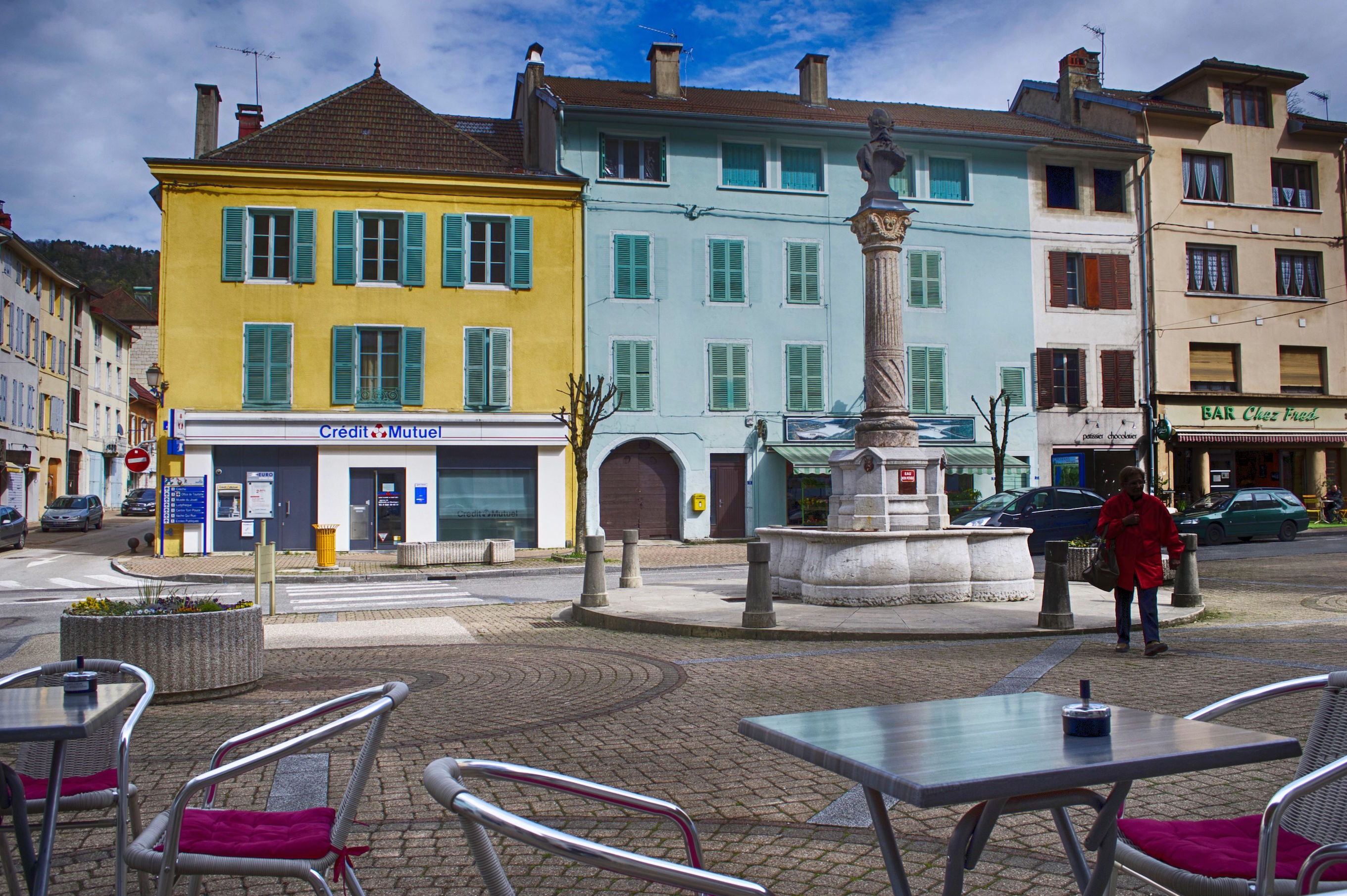
Place de la mairie.
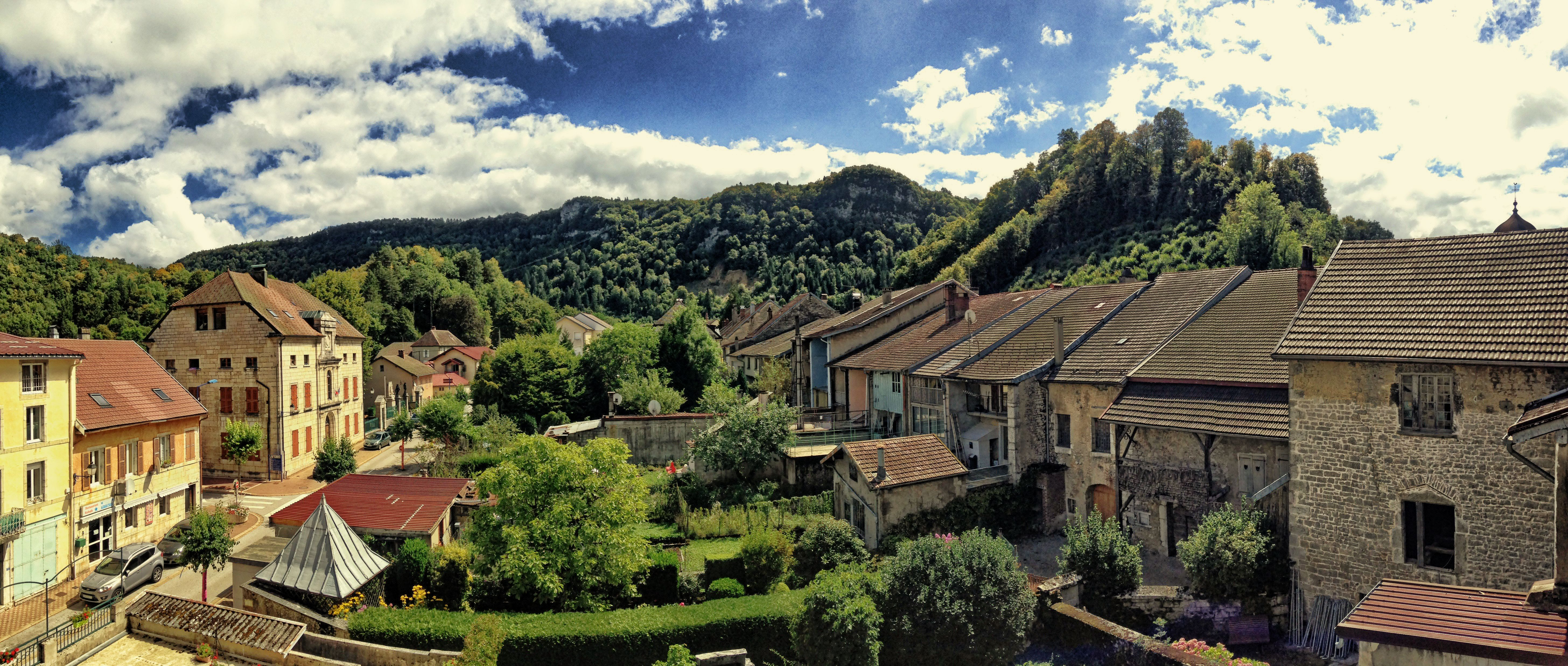
Jardins du centre-ville en montagne.

### Typologie
Au 1er janvier 2024, Moirans-en-Montagne est catégorisée bourg rural, selon la nouvelle grille communale de densité à sept niveaux définie par l'Insee en 2022.
Elle appartient à l'unité urbaine de Moirans-en-Montagne, une unité urbaine monocommunale constituant une ville isolée,. La commune est en outre hors attraction des villes,.
La commune, bordée par un plan d’eau intérieur d’une superficie supérieure à 1 000 hectares, le lac de Vouglans, est également une commune littorale au sens de la loi du 3 janvier 1986, dite loi littoral. Des dispositions spécifiques d’urbanisme s’y appliquent dès lors afin de préserver les espaces naturels, les sites, les paysages et l’équilibre écologique du littoral, tel le principe d'inconstructibilité, en dehors des espaces urbanisés, sur la bande littorale des 100 mètres, ou plus si le plan local d’urbanisme le prévoit.

### Occupation des sols
L'occupation des sols de la commune, telle qu'elle ressort de la base de données européenne d’occupation biophysique des sols Corine Land Cover (CLC), est marquée par l'importance des forêts et milieux semi-naturels (75,5 % en 2018), une proportion sensiblement équivalente à celle de 1990 (76,3 %). La répartition détaillée en 2018 est la suivante : 
forêts (75,5 %), prairies (10,3 %), eaux continentales (4,2 %), zones industrielles ou commerciales et réseaux de communication (3,9 %), zones urbanisées (3 %), zones agricoles hétérogènes (2,2 %), espaces verts artificialisés, non agricoles (0,9 %). L'évolution de l’occupation des sols de la commune et de ses infrastructures peut être observée sur les différentes représentations cartographiques du territoire : la carte de Cassini (XVIIIe siècle), la carte d'état-major (1820-1866) et les cartes ou photos aériennes de l'IGN pour la période actuelle (1950 à aujourd'hui).

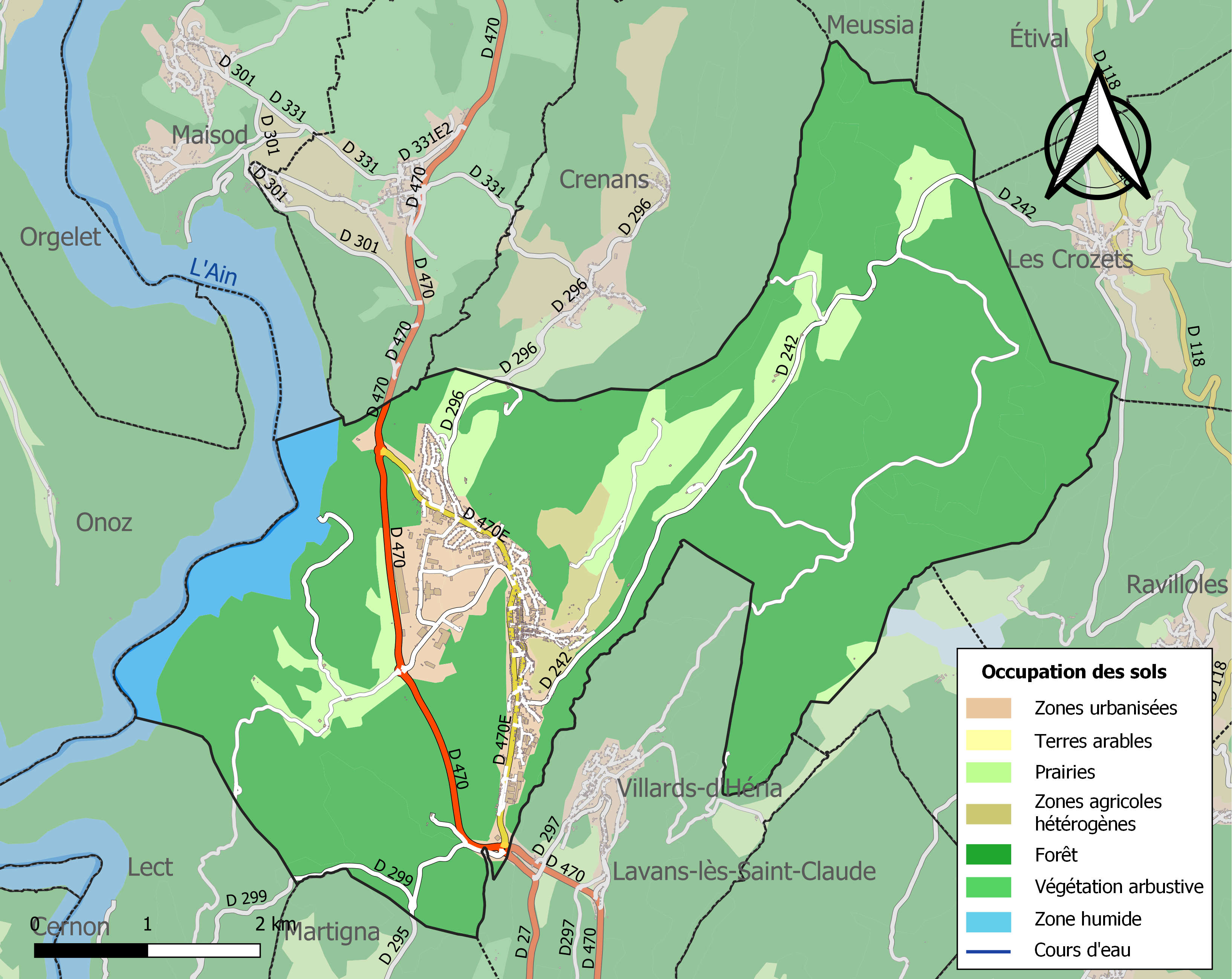
Carte des infrastructures et de l'occupation des sols de la commune en 2018 (CLC).

### Logement
Au recensement de 2019, la commune comptait 1 185 logements dont 938 étaient des résidences principales, 185 (15,6 %) des logements vacants et 62 (5,2 %) des résidences secondaires. Le nombre de logements situé dans des immeubles collectifs s'élève à 585 appartements, soit 49.4 % du total, et 579 maisons individuelles. Sur les 928 résidences principales construites avant 2016 que compte la commune, 72 (7.8 %) ont été achevées avant 1919, 604 (65 %) entre 1919 et 1990, et 252 (27.2 %) de 1991 à 2015. L'ancienneté d'emménagement dans la résidence principale montre que sur les 2 063 habitants des ménages de la commune au recensement de 2019, 486 ont emménagé depuis 10 ans ou plus, 786 depuis 2 à 9 ans et 214 depuis moins de 2 ans.
| 1968 | 1975 | 1982 | 1990 | 1999 | 2008  | 2013  | 2019  |
| ---- | ---- | ---- | ---- | ---- | ----- | ----- | ----- |
| 593  | 796  | 840  | 876  | 970  | 1 115 | 1 172 | 1 185 |

### Transports et voies de communication
Le principal axe routier qui traverse la commune est la route départementale 470, ancienne route nationale déclassée en 1972 qui permet de relier Lons-le-Saunier au nord et Saint-Claude à l'est. Cette route passait autrefois en plein cœur de la ville jusqu'à l'inauguration d'une déviation le 8 juillet 1998. Les échangeurs autoroutiers les plus proches sont : d'une part l’extrémité de l'autoroute A404 au niveau de la ville d'Oyonnax, à 20 km au sud et en un temps de parcours de 20 minutes, qui permet de rejoindre Lyon et Genève (environ 1h15 de trajet pour les deux) ; et d'autre part la sortie no 8 Beaurepaire-en-Bresse de l'A39 dite l'autoroute verte (Dijon—Bourg-en-Bresse) qui se trouve à 49 km et une heure de route au nord-ouest, permettant de rejoindre Dijon en 1h30.
Des autocars du réseau interurbain de la Bourgogne-Franche-Comté Mobigo font une halte à Moirans-en-Montagne sur la ligne LR307 Saint-Claude—Lons-le-Saunier. Les gares ferroviaires les plus proches sont la gare de Saint-Claude (20 km) desservie par des trains TER Bourgogne-Franche-Comté vers Andelot, Dole et Besançon-Viotte et la gare d'Oyonnax (23 km) desservie par des trains TER Auvergne-Rhône-Alpes vers Bourg-en-Bresse et Lyon-Part-Dieu. La commune était autrefois desservie par les chemins de fer vicinaux du Jura.
À 92 km de Moirans-en-Montagne par la route, l'aéroport de Dole propose en 2022 des liaisons aériennes régulières vers Londres, Marrakech, Fès, Porto et Bastia. Les aéroports internationaux les plus proches sont l'aéroport de Genève (112 km par l'itinéraire routier le plus rapide) et l'aéroport de Lyon-Saint-Exupéry (121 km).

## Histoire
On situe la fondation de Moirans vers le XIIe siècle. L'abbé de Saint-Claude fit construire un château (le château neuf) sur la commune comme lieu de résidence des abbés. C'est au pied de ce château que l'on construisit l'église Saint-Nicolas au XVe siècle. Ce château fut détruit par l'armée française en 1637.
Les abbés de Saint-Claude étaient les puissants seigneurs de la région, dite « terre de Saint-Claude », qui englobait à l'époque tout le territoire compris entre la chartreuse de Vaucluse et la frontière suisse. L'abbé percevait les impôts (taxes sur le sel, les dîmes…). Ce système féodal disparaît avec la Révolution de 1789.

## Politique et administration

### Découpage territorial
Sur le plan administratif, la commune est rattachée à l'arrondissement de Saint-Claude, au département du Jura et à la région Bourgogne-Franche-Comté.
Sur le plan électoral, la commune dépend du canton de Moirans-en-Montagne conservé et agrandi lors du redécoupage cantonal de 2014 pour l'élection des conseillers départementaux et de la deuxième circonscription du Jura pour les élections législatives.
La commune est membre de la communauté de communes Terre d'Émeraude Communauté, un établissement public de coopération intercommunale (EPCI) à fiscalité propre créé en 2020, dont le siège est basé à Orgelet.

### Administration municipale

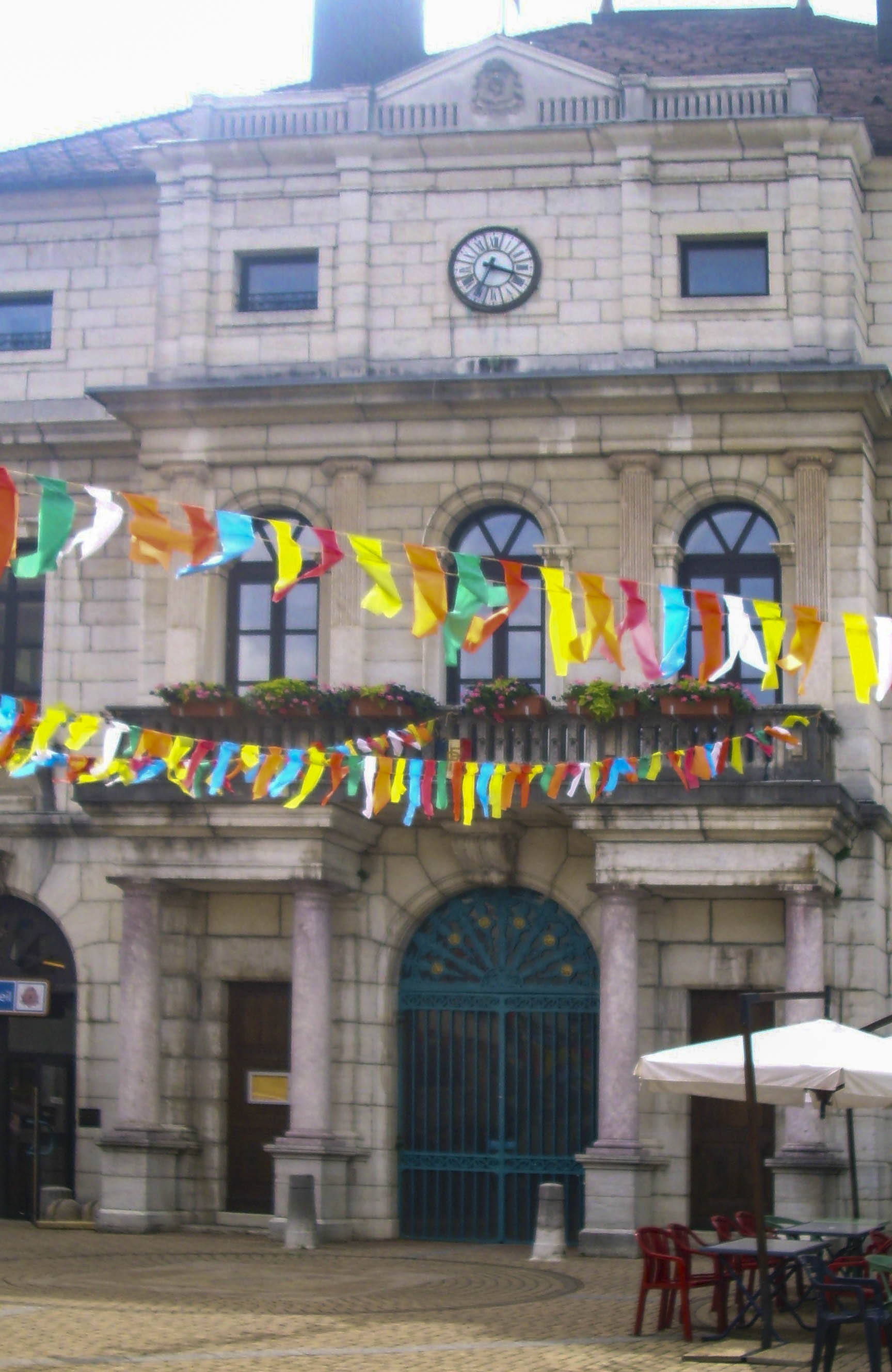
L'hôtel de ville de Moirans-en-Montagne.

Le nombre d'habitants au dernier recensement étant compris entre 1 500 et 2 499, le nombre de membres du conseil municipal est de 19. Le maire est secondé par quatre adjoints. Le maire actuel de la commune est Grégoire Long, né en 1965, élu pour la première fois le 28 mai 2020.
| Tête de liste | Tête de liste | Liste                                         | Premier tour | Premier tour | Second tour | Second tour | Élus | Élus |
| Tête de liste | Tête de liste | Liste                                         | Voix         | %            | Voix        | %           | CM   | CC   |
| ------------- | ------------- | --------------------------------------------- | ------------ | ------------ | ----------- | ----------- | ---- | ---- |
|               | Grégoire Long | Ensemble pour Moirans-en-Montagne             | 479          | 60,94        | -           | -           | 16   | 6    |
|               | Serge Lacroix | Moirans-en-Montagne, la dynamique pour demain | 307          | 39,06        | -           | -           | 3    | 1    |

### Liste des maires
| Période                                  | Période  | Identité                   | Étiquette                          | Qualité                                                                                    |
| ---------------------------------------- | -------- | -------------------------- | ---------------------------------- | ------------------------------------------------------------------------------------------ |
| 1919                                     | 1925     | Jules Bouillet (1879-1965) | SFIO                               | Secrétaire du syndicat des tourneurs                                                       |
| 1954                                     | 1959     | René Dalloz (1898-1981)    |                                    | Industriel du jouet                                                                        |
| 1965                                     | 1985     | Charles Favre              | DVD puis UDF-CDS                   | Conseiller général (1973-1985)                                                             |
| 1985                                     | 2014     | Jean Burdeyron             | UDF-DL puis RPR puis UMP puis CPNT | Médecin Conseiller général (1985-2001 et 2011-2015) Ancien conseiller régional (1998-2011) |
| 2014                                     | 2020     | Serge Lacroix              | UDI-Radical                        | Cadre                                                                                      |
| 2020                                     | En cours | Grégoire Long              | DVD                                |                                                                                            |
| Les données manquantes sont à compléter. |          |                            |                                    |                                                                                            |

### Jumelages
- Engaru (Japon) depuis 1998[24]

## Population et société

### Démographie
L'évolution du nombre d'habitants est connue à travers les recensements de la population effectués dans la commune depuis 1793. Pour les communes de moins de 10 000 habitants, une enquête de recensement portant sur toute la population est réalisée tous les cinq ans, les populations de référence des années intermédiaires étant quant à elles estimées par interpolation ou extrapolation. Pour la commune, le premier recensement exhaustif entrant dans le cadre du nouveau dispositif a été réalisé en 2005.

En 2022, la commune comptait 2 121 habitants, en évolution de +1,39 % par rapport à 2016 (Jura : −0,81 %, France hors Mayotte : +2,11 %).
| 1793  | 1800  | 1806  | 1821  | 1831  | 1836  | 1841  | 1846  | 1851  |
| ----- | ----- | ----- | ----- | ----- | ----- | ----- | ----- | ----- |
| 1 150 | 1 190 | 1 200 | 1 307 | 1 355 | 1 481 | 1 486 | 1 503 | 1 458 |

| 1856  | 1861  | 1866  | 1872  | 1876  | 1881  | 1886  | 1891  | 1896  |
| ----- | ----- | ----- | ----- | ----- | ----- | ----- | ----- | ----- |
| 1 339 | 1 377 | 1 284 | 1 249 | 1 238 | 1 240 | 1 271 | 1 283 | 1 301 |

| 1901  | 1906  | 1911  | 1921  | 1926  | 1931  | 1936  | 1946  | 1954  |
| ----- | ----- | ----- | ----- | ----- | ----- | ----- | ----- | ----- |
| 1 406 | 1 333 | 1 410 | 1 529 | 1 672 | 1 649 | 1 532 | 1 599 | 1 542 |

| 1962  | 1968  | 1975  | 1982  | 1990  | 1999  | 2005  | 2006  | 2010  |
| ----- | ----- | ----- | ----- | ----- | ----- | ----- | ----- | ----- |
| 1 464 | 1 551 | 2 043 | 1 954 | 2 018 | 2 121 | 2 249 | 2 248 | 2 284 |

| 2015  | 2020  | 2022  | - | - | - | - | - | - |
| ----- | ----- | ----- | - | - | - | - | - | - |
| 2 088 | 2 133 | 2 121 | - | - | - | - | - | - |

### Sports et loisirs
Le club de football Jura Sud Foot, fondé en 1991 par la fusion de trois clubs, l'AS Moirans-en-Montagne (créé en 1920), le CS Molinges-Chassal (créé en 1940) et l'Entente Lavans-lès-Saint-Claude-Saint-Lupicin (créé en 1985) joue ses matchs au stade municipal de Moirans-en-Montagne. La section masculine évolue en National 2, 4e niveau des compétitions françaises de football, lors de la saison 2022-2023 etla section féminine en Régional 2.
Le club de handball Jura Sud Handball évolue au cours de la saison 2022-2023 en division Honneur (8e échelon national) pour la section masculine et en 1re Division territoriale pour la section féminine.
Moirans-en-Montagne a été ville-étape du Tour de France cycliste à deux reprises en 2016 (16e étape Moirans-en-Montagne - Berne) et en 2023 (19e étape Moirans-en-Montagne - Poligny).
En hiver, plusieurs pistes de ski de fond sont offertes à 8 km de Moirans-en-Montagne sur la commune de Les Crozets .
Le lac de Vouglans et les nombreux sentiers balisés pour la randonnée.
Depuis 2012, la ville dispose d'une via ferrata au niveau du lieu-dit Le Regardoir, au nord de la ville. Elle apporte une vue imprenable sur le lac de Vouglans. Elle est ouverte du 15 juin au 15 novembre par arrêté préfectoral de protection du biotope. Son accès est payant (forfait de 2€ à régler à l'office du tourisme local) sous condition d'avoir le matériel nécessaire.
La ville dispose également d'un site d'escalade, la Falaise du Mont Robert.

### Médias
Les principaux titres de la presse écrite couvrant les actualités de la commune sont les quotidiens Le Progrès (édition de Lons et Jura Sud), diffusé à 140 000 exemplaires et dont le siège est à Lyon, et La Voix du Jura, diffusé à 8 000 exemplaires et basé à Lons-le-Saunier, ainsi que l’hebdomadaire Hebdo 39. La municipalité édite un bulletin mensuel intitulé L'Écho du Mont-Robert.
La chaîne de télévision France 3 Franche-Comté dont le siège se trouve à Besançon couvre l'information locale de Moirans-en-Montagne et ses environs.

### Cultes
Moirans-en-Montagne dispose d'un lieu de culte catholique, l'église Saint-Nicolas. Au sein du diocèse de Saint-Claude, le doyenné de Saint-Lupicin regroupe deux paroisses dont celle de Notre-Dame des Buis et Sapins à laquelle appartient la commune.
La commune dispose également d'une salle de prière destinée au culte musulman.

## Économie
- Moirans-en-Montagne est la capitale française du jouet. Malgré les délocalisations de cette économie vers des pays à bas salaires, la ville reste axée sur la fabrication des jouets et articles en bois[35].
- Deux usines du groupe Smoby (jouets plastiques) sont implantées dans la commune, et depuis le rachat de Smoby par le groupe allemand Simba Dickie, le groupe rapatrie les fabrications jusque-là sous-traitées en Chine[36].
- De petites industries traitent la matière plastique, la fabrication de pièces pour l'horlogerie et les jouets.
- Les entreprises CharliLuce[37] et Vilac[38], fabricants de jouets en bois, sont implantées dans la commune.
- Exploitations forestières, agricoles et d'élevage.

### Revenus de la population et fiscalité
En 2019, le revenu médian des ménages s'élevait à 19 340 euros par an, soit un classement de 26 998 sur 31 361 communes analysées,. En 2019, 50 % des foyers fiscaux de la ville sont imposables et le taux de pauvreté s'élève à 16 %.

### Emplois
En 2019, la population âgée de 15 à 64 ans s'élève à 1 352 personnes, parmi lesquelles on compte 70,7 % d'actifs dont 60,9 % ayant un emploi et 9,8 % de chômeurs. Le taux de chômage communal (au sens du recensement) des 15-64 ans en 2019 est légèrement inférieur à celui du département mais 3,6 points en dessous de celui de la France.
On compte 1 349 emplois dans la commune, contre 1 378 en 2008 et 1 307 en 2013. Le nombre d'actifs ayant un emploi résidant dans la commune étant de 838, l'indicateur de concentration d'emploi est de 161 %, c'est-à-dire qu'il y a 1,6 fois plus d'emplois que d'actifs résidant dans la commune.
Un peu moins de la moitié (43,6 %) des actifs travaillent dans la commune. Pour se rendre au travail, 83,7 % des habitants utilisent un véhicule personnel ou de fonction à quatre roues, 1,1 % de transports en commun, 1,9 % s'y rendent en deux-roues motorisé ou à vélo et 9,7 % à pied. Enfin 3,6 % n'ont pas besoin de transport (travail au domicile).

### Entreprises
| Nom                      | Effectif | Activité                                                |
| ------------------------ | -------- | ------------------------------------------------------- |
| Thomas France Plastic    | 163      | Fabrication d'équipements automobiles                   |
| PureLab Plastics         | 151      | Fabrication de pièces techniques en matières plastiques |
| CBR Automation           | 102      | Ingénierie, études techniques                           |
| Transports Oberson       | 56       | Transports routiers de marchandises interurbains        |
| RPC Emballages Moirans   | 49       | Fabrication d'emballages en matières plastiques         |
| Smoby Toys SAS           | 47       | Fabrication de jeux et jouets                           |
| Vilac SAS                | 33       | Fabrication de jeux et jouets                           |
| Établissements Verpillat | 26       | Fabrication d'articles en fils métalliques              |
| Polytech                 | 23       | Fabrication d'articles divers en matières plastiques    |
| Colruyt                  | 21       | Supermarché                                             |
| Chaveriat Robotique      | 20       | Fabrication machines spécialisées diverses              |
| MP Usinage               | 15       | Mécanique générale                                      |
| Plastisoft               | 15       | Fabrication de pièces techniques en matières plastiques |
| Jurembal                 | 14       | Fabrication de cartonnages                              |
| Le Regardoir             | 10       | Restauration de type traditionnel                       |

### Principaux secteurs d'activité

#### Tourisme
Moirans-en-Montagne est membre de l'office de tourisme « Terre d'Émeraude Tourisme » dont elle accueille un bureau d'information. La commune dispose de deux hôtels, l'Hôtel Lacuzon et l'Hôtel Le Mélèze et d'un terrain de camping trois étoiles de 94 emplacements, La Petite Montagne.

## Culture locale et patrimoine

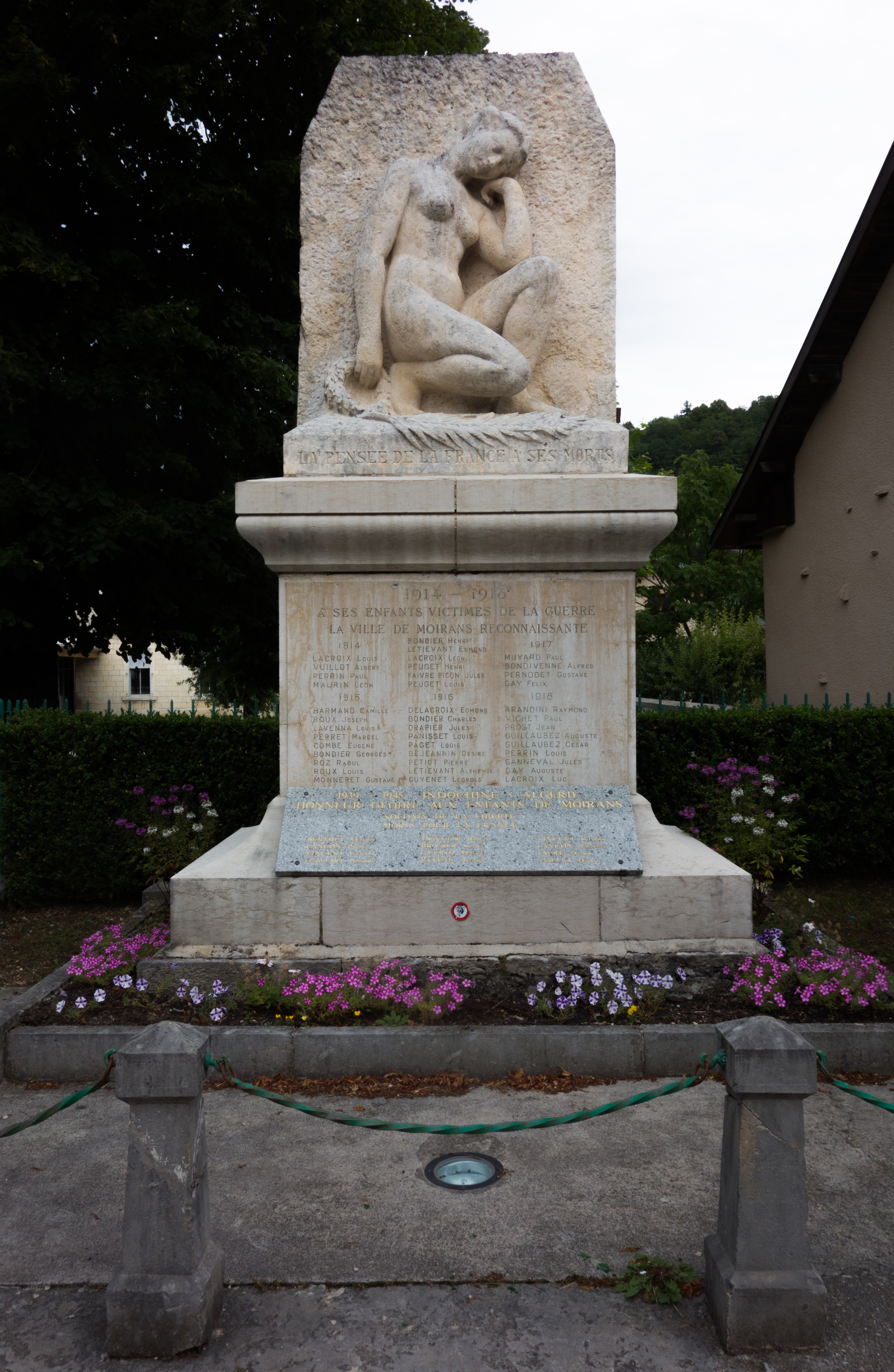
Le monument aux morts

### Monuments
- L'église Saint-Nicolas date du XVe siècle, est inscrite sur la liste des monuments historiques par arrêté du 19 septembre 2007.
- Le chalet de fromagerie, édifié en 1826, est inscrit sur la liste des monuments historiques par arrêté du 19 septembre 2007.
- L'hôtel de ville - halle au blé, construit en 1858, est inscrit sur la liste des monuments historiques par arrêté du 19 septembre 2007.
- La fontaine de l'hôtel de ville, dont la réalisation remonte à 1884 a également été inscrite par arrêté du 19 septembre 2007.
- Le monument aux morts, exécuté en 1922 par le sculpteur Buffet-Chaillet, représente une femme nue, qui pleure ses enfants. C’est aussi la veuve qui pleure son époux ou l’aimée qui pleure celui qu’elle ne verra plus. Il porte l'inscription « La Pensée de la France à ses morts ». À la suite de la controverse suscitée par la sculpture, le monument ne sera jamais inauguré[40].

### Équipements culturels
- Le musée du jouet[41], avec une collection exceptionnelle de 16 000 jouets, venus du monde entier, qu'ils soient de fabrication industrielle, artisanale ou personnelle (comme les jouets venant d'Afrique, ou remontant à la plus haute antiquité).  - Le musée du jouet

Le musée du jouet
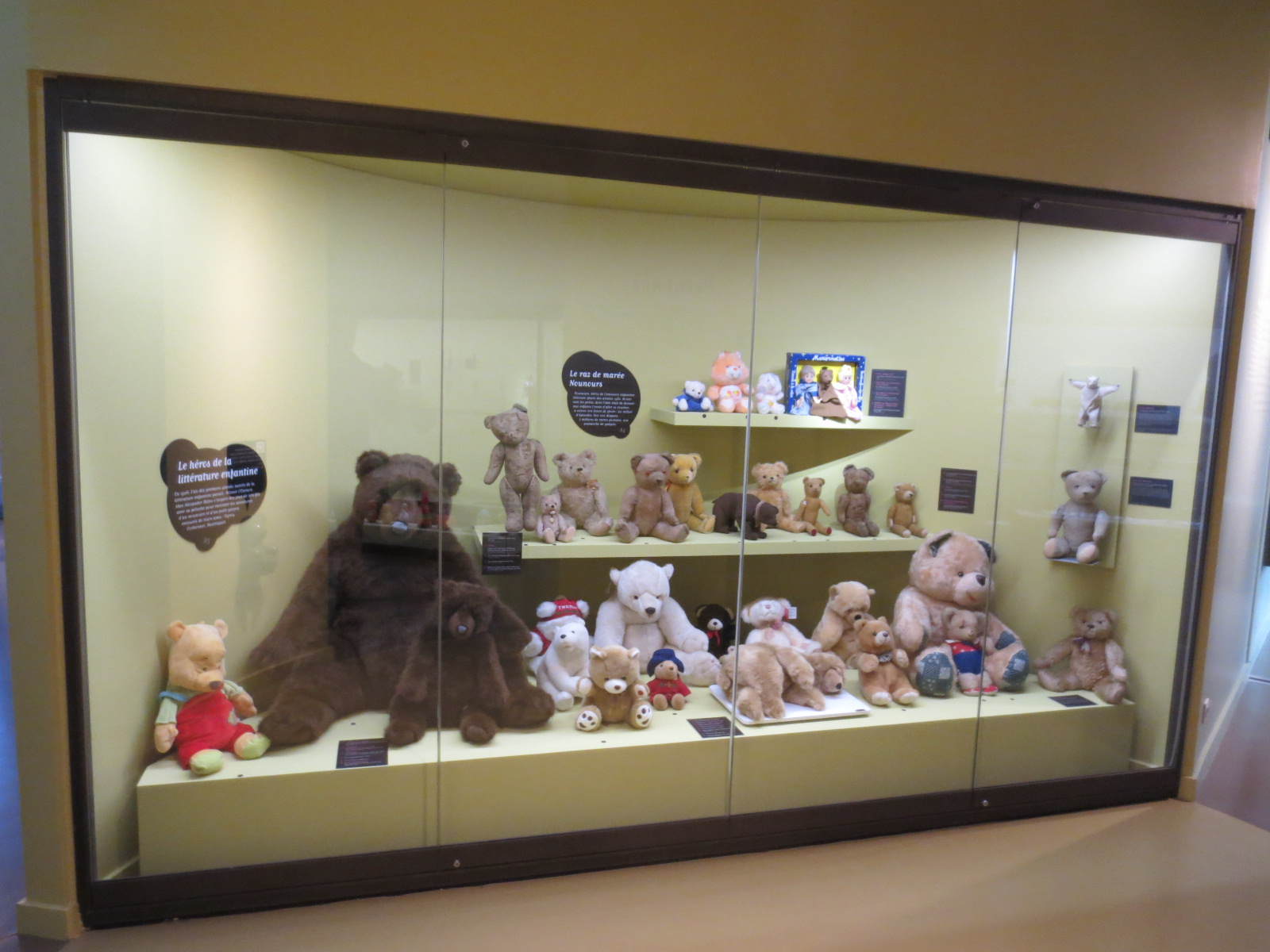
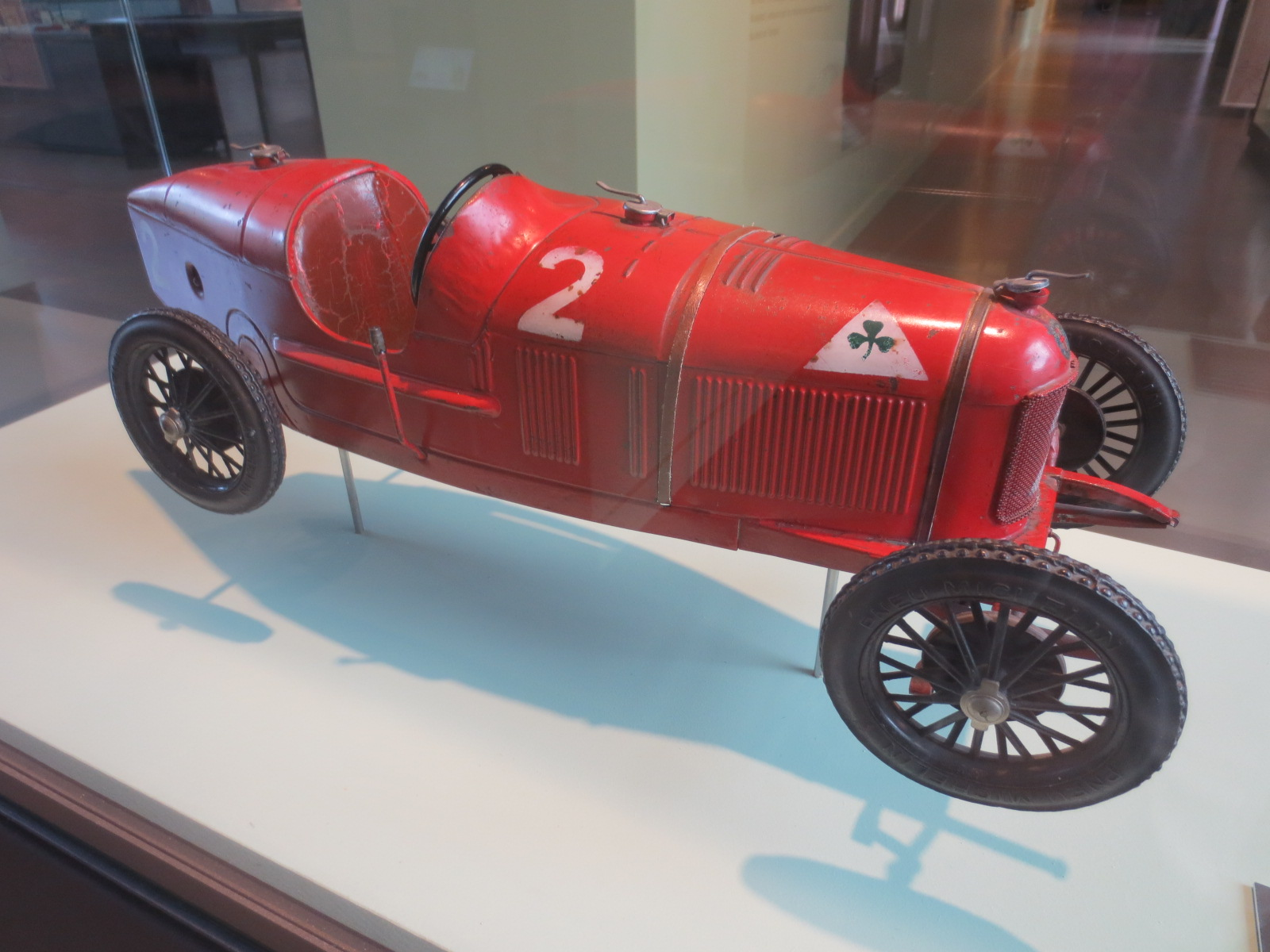
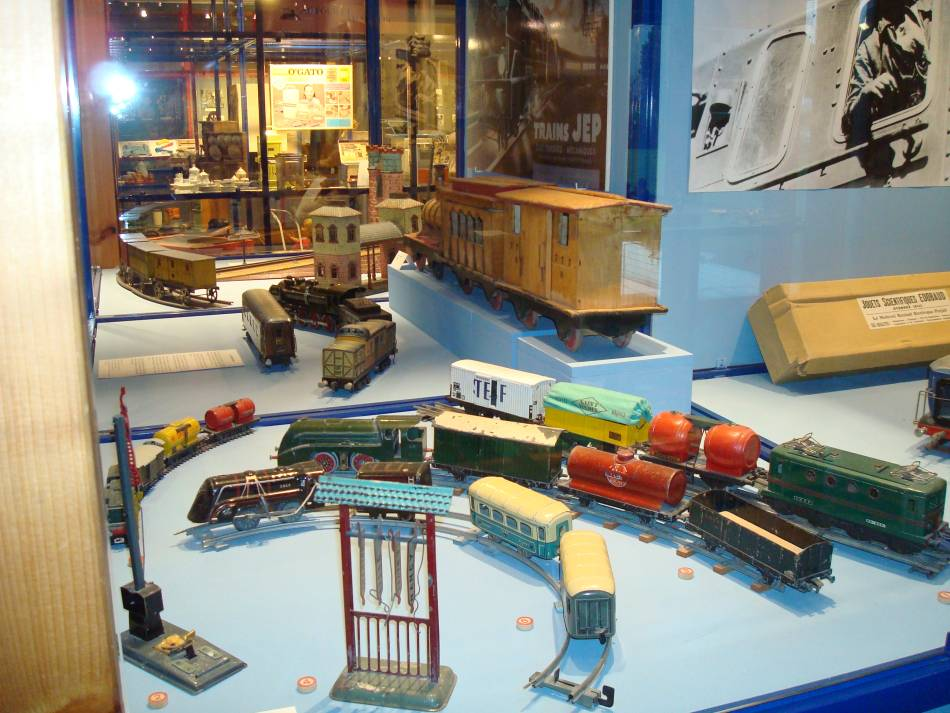

- Le cinéma François Truffaut dispose d'une salle de projection de 330 places[42].
- Le théâtre La Vache qui Rue est un lieu de résidence et de création pour des artistes de théâtre de rue, installé depuis 2003 dans une ancienne usine de jouets. Il invite régulièrement le public à des sorties de résidence pour découvrir les spectacles en train d'y être créés.

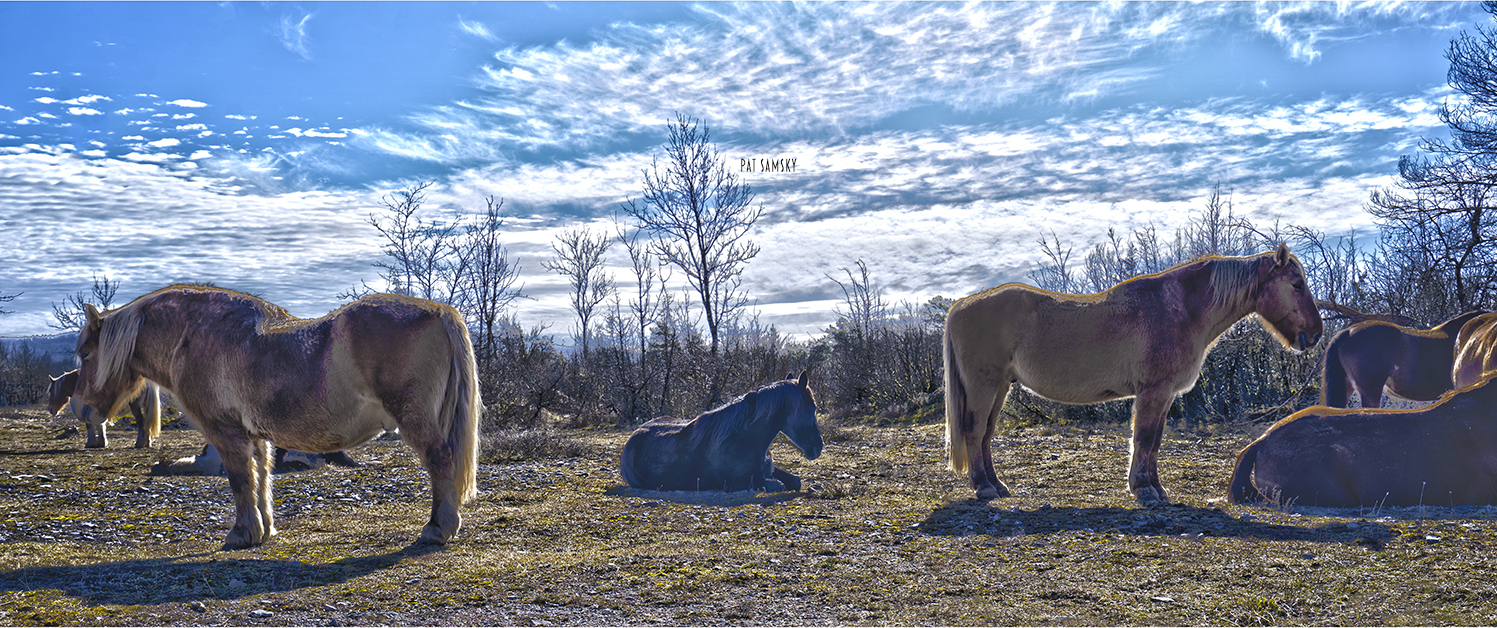

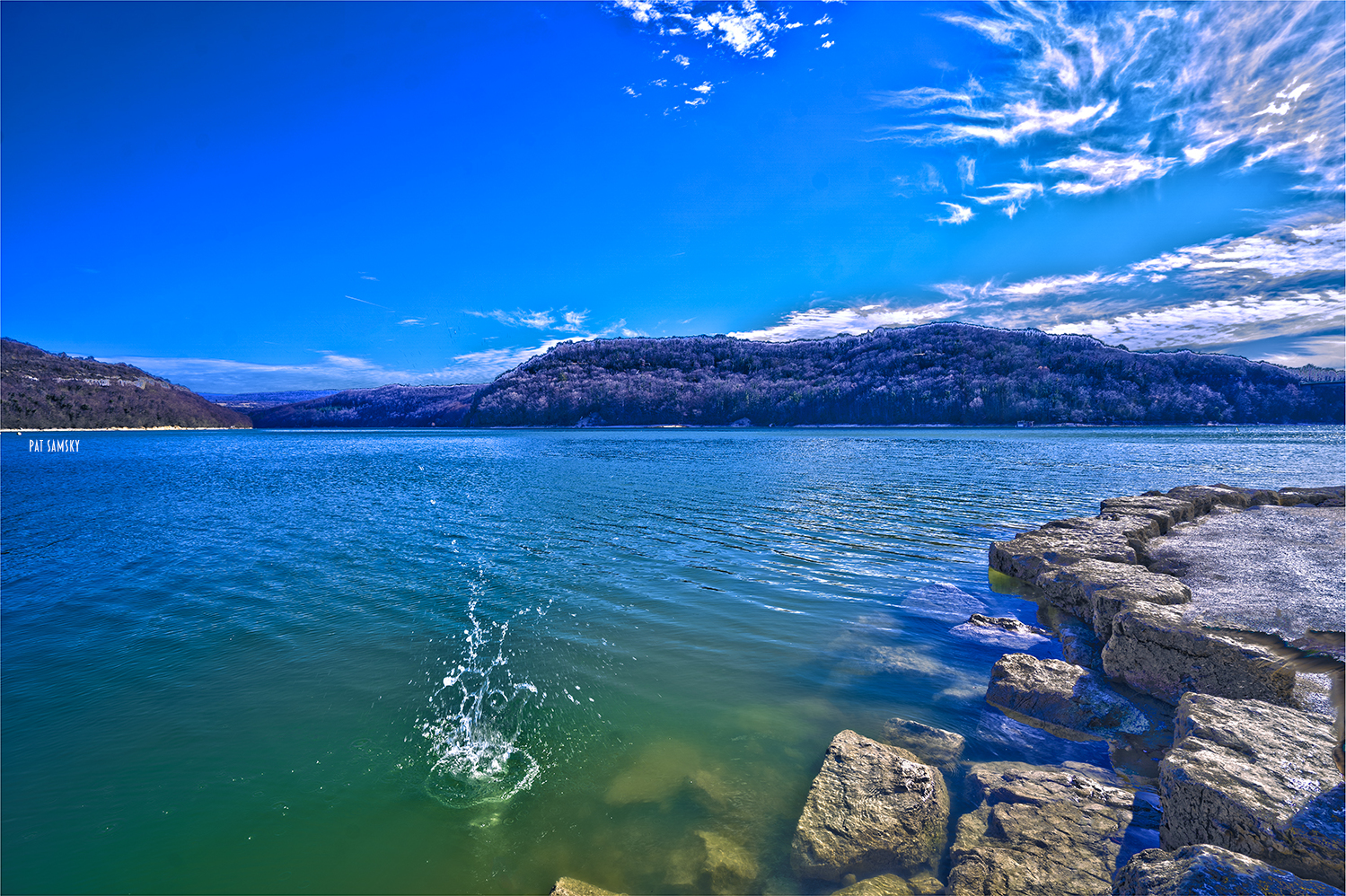

### Personnalités liées à Moirans-en-Montagne
- Épiphane Dunod (1644-1689), religieux de l'ordre des Capucins, missionnaire en Amérique, qui s'insurgea contre l'esclavage.
- Pierre-François Muyart de Vouglans (1713-1781), avocat.
- Alexandre Chevassut (1767-1834), espion et journaliste.
- Louis Nicod de Ronchaud (1816-1887), historien, il fut conseiller général du canton de Moirans-en-Montagne.
- Pierre Vernotte (1898-1970), général dans l'armée de l'air, physicien qui étudia notamment le refroidissement d'un corps chaud par courant d'air.
- Marie-Christine Dalloz (1958- ), femme politique, conseillère départementale du canton de Moirans-en-Montagne.
- Nacéra Kainou (1963- ), artiste peintre et sculptrice.

### Héraldique
| Blason de Moirans-en-Montagne | Blason  | D'or à la tête de maure de sable; au chef d'azur chargé à dextre d'un flanchis d'or et à senestre d'une étoile à six rais d'argent. |
| Blason de Moirans-en-Montagne | Détails | Le statut officiel du blason reste à déterminer.                                                                                    |
| Blason de Moirans-en-Montagne | Alias   | D'or à une tête de maure accompagnée en chef-dextre d'une étoile, le tout de sable.                                                 |